# District de Mugu
Le district de Mugu (en népalais : मुगू जिल्ला) est l'un des 77 districts du Népal. Il est rattaché à la province de Karnali. La population du district s'élevait à 54 828 habitants en 2011.

## Histoire
Il faisait partie de la zone de Karnali et de la région de développement Moyen-Ouest jusqu'à la réorganisation administrative de 2015 où ces entités ont disparu.

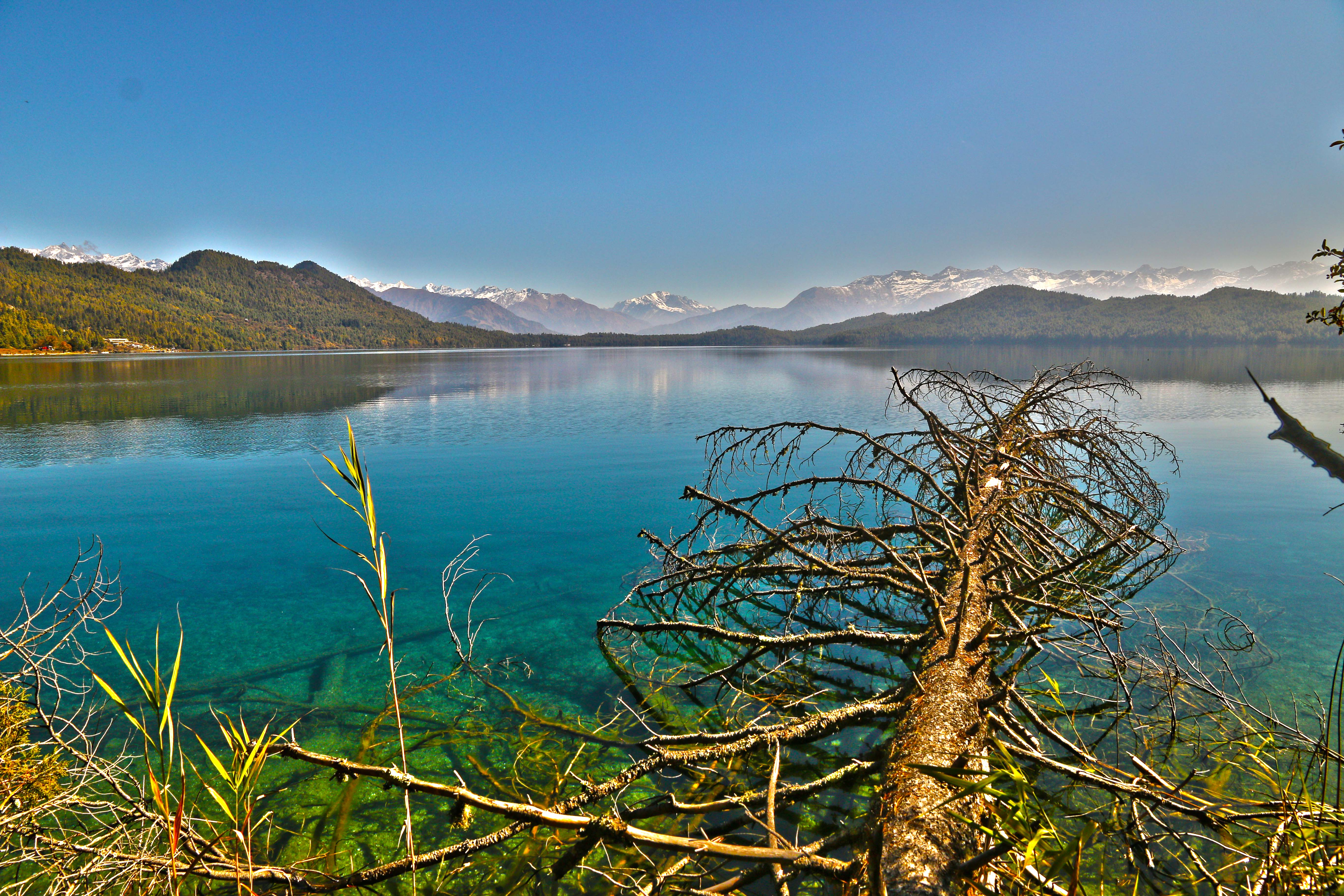
Lac Rara

## Subdivisions administratives
Le district de Mugu est subdivisé en 4 unités de niveau inférieur, dont une municipalité et 3 gaunpalikas ou municipalités rurales.
| # | Nom             | Nom en népalais | Type         | Population (2011) | Superficie (km2) |
| - | --------------- | --------------- | ------------ | ----------------- | ---------------- |
| 1 | Chhayanath Rara | छायाँनाथ रारा         | municipalité | 20 078            | 480,67           |
| 2 | Mugum Karmarong | मुगुम कार्मारोंग       | gaunpalika   | 5 396             | 2 106,91         |
| 3 | Soru            | सोरु              | gaunpalika   | 12 238            | 365,8            |
| 4 | Khatyad         | खत्याड            | gaunpalika   | 17 116            | 281,12           |